# Filippinerna i olympiska sommarspelen 1984
Filippinerna deltog i de olympiska sommarspelen 1984 med en trupp bestående av 19 deltagare. Ingen av landets deltagare erövrade någon medalj.

## Boxning
Lätt flugvikt
- Nelson Jamili

Flugvikt
- Efren Tabanas

Lättvikt
- Leopoldo Cantancio

## Cykling
Bana
Herrarnas tempolopp
- Rodolfo Guaves

Herrarnas sprint
- Rodolfo Guaves
- Deogracias Asuncion

Herrarnas poänglopp
- Edgardo Pagarigan
- Deogracias Asuncion

Herrarnas förföljelse
- Deomedes Panton

## Friidrott
Herrarnas 400 meter
- Isidro del Prado
  - Heat — 46,82
  - Kvartsfinal — 46,71 (→ gick inte vidare)

Herrarnas maraton
- Leonardo Illut
  - Final — 2:49:39 (→ 77:e plats)

Herrarnas 3 000 meter hinder
- Hector Begeo

Damernas 100 meter
- Lydia de Vega

Damernas 200 meter
- Lydia de Vega

Damernas 400 meter häck
- Agripina de la Cruz
  - Heat — 1:02,70 (→ gick inte vidare)

Damernas längdhopp
- Elma Muros
  - Kval — 5,64 m (→ gick inte vidare, 20:e plats)

## Segling
- Herrarnas windglider
- Policarpio Ortega